# 선형 (1434년)
선형(宣炯, 1434년 ~ 1479년)은 조선의 무신이다. 본관은 보성(寶城). 자는 명여(明汝). 공신 책록을 받아 '유성군'으로 봉군되었다. 시호는 평양(平襄). 보성선씨 시조 선윤지(宣允祉)의 5세손이다.

## 생애
1434년(세종 16년)에 출생하여 1451년(문종 1년) 18세의 나이로 증광시( 增廣試, 국가의 좋은 일을 축하하는 시험) 무과에 급제했다. ‘세계기록유산’인 ‘조선왕조실록’에  이름이 언급된 기록만 104건이 나올 만큼 수많은 관직을 거쳤다. 1455년(세조 원년) 12월 경흥부사(종3품), 판사(종3품)로서 ‘세조’ 즉위에 공이 있다고 하여 ‘원종공신(原從功臣) 2등’에 책봉되었다. 1456년 3월 경상좌도수군처치사(정3품, 경상도 부산 동래지역 해군 전단장), 안주목사(정3품), 한성부윤(漢城府尹, 종2품, 서울특별시 부시장), 판종성부사(判鐘城府事)를 역임했다.      1459년 8월에는 상호군(上護軍, 정3품, 수도방위사령부 여단장) 직책으로, ‘세조’임금이 “나의 장자방”이라고 부르던 ‘도체찰사(都體察使, 정1품, 왕명에 따른 국정의 총책임자) 상당부원군 한명회(韓明澮)’의 근접경호를 책임지면서 그의 측근이 되었다. 1460년 10월 회령부사 겸 병마절제사(종2품, 함경도 회령 시장 겸 군단장) 1463년 4월 인수부윤(仁壽府尹, 왕실 재산 관리자)을 거쳐 1464년 1월에는 중추원부사(中樞院副使), 1464년 4월에는 한성부윤(漢城府尹)으로 다시 임명되었다. 1465년(세조 11년) 1월 경상도제언순찰사(慶尙道堤堰巡察使)로 임명되어 경상북도 경주의 북천(北川)에 새로운 수로(하천 물길)를 건설했다. 1466년 6월 의주목사 겸 절제사(평안도 의주 시장 겸 군단장)가 되었다. 1467년 1월, 무장(군인)이지만 성품이 청렴하고 대쪽 같다는 어명과 함께 문관으로만 임명되던 황해도관찰사(종2품, 황해도 도지사)가 되었다.     ** 8공신 회맹록 (보물 653-1호, ‘선 형’을 포함한 공신들이 직접 한 수결(싸인)이 남아있다)    1467년 5월 ‘이시애(李施愛)의 난’이 발생하자 선군(船軍, 해군)의 동원을 적극 주장했으나 받아들여지지 않았다. 1467년 7월 형조참판(刑曹參判 종2품, 법무부 차관)으로서 오자경(吳子慶) 한계미(韓繼美)등과 함께 각각 1천여 군졸을 이끌고 ‘이시애의 난’을 평정하는데 대공을 세웠다. 이 공로로 ‘정충적개공신(精忠敵愾功臣) 3등’에 책봉되었고 황해도병마수군절도사(종2품,황해도 군단장 겸 해군 전단장)에 임명됨과 동시에 ‘자헌대부(資憲大夫,  정2품, 장관급) 유성군(楡城君)’으로 봉군(군으로 작위를 내림)되었다.   ** 조선 518년 동안 ‘군’ 칭호는 702명, ‘시호’를 받은 사람은 3,000명이 훨씬 넘는다.    1470년(성종 1년) 6월 경기도관찰사(종2품, 경기도 도지사)가 되었으며, 다음해 3월에는 성종 즉위에 공이 있어 좌리공신(佐理功臣) 4등에 책봉되었다. 충청도관찰사를 거쳐 영안북도절도사(永安北道節度使)를 역임하고, 1472년 8월 ‘정헌대부(正憲大夫 정2품) 유성군’으로 품계(직급, 정2품 하계 =>정2품 상계, 장관급 => 핵심 장관급)가 올랐다. 1477년에는 지중추부사(知中樞府事 정2품, 군사 자문기구)가 되었다. 1479년 1월 13일 별세하여 ‘예조장(국가 주관 장례)’으로 장례를 치렀다. 좌찬성(左贊成 종1품)으로 추증(사망 후 특별승진)되었고, ‘평양(平襄)’이라는 ‘시호(사망 후 국가에서 내리는 이름)’를 받았으며, ‘유성군’으로 봉군될 당시 봉토(봉군될 때 주는 토지)로 받은 ‘서울대 교수아파트 뒷산’에 안장되었다. ‘동방오현(東方五賢 조선시대 성리학을 이끈 5명의 대학자)’ 중 1인으로 존경을 받는 ‘일두 정여창(一蠹 鄭汝昌)’이 ‘선평양공 행장(장례에서 사용하는 이력과 기록으로 ‘시호’를 사용한다)’을 지으며 추모했다. ‘조선왕조실록’의 기록을 보면 “선 형은 무략(군 지휘능력)이 있고, 경서(4서 3경)와 역사에 정통했으며, 청렴 검소하며, 백성들에게 위엄과 은혜를 행하니 1계급을 더 한다” "선 형은 무사(군인)이나 그 성품이 청렴하고 간결하다“ "왕은 이르노라. ‘선 형’은 성품과 자질이 영특하고, 지식과 도량이 크고 넓었다. 그대의 공적을 높이 평가하여 봉작(군으로 임명함)을 내려 그 노고에 보답하였으니“라고 적었다. ‘고령부원군 신숙주(申叔舟)’가 남긴 산문집 ‘보한재집(保閒齋集)’에도 ‘선 형’장군과 관련된 시가 2개 기록되어 있다.(보한재집 총 17권 중 7권과 10권에 수록)  送 宣府尹炯, 李參判文炯 燕京 (송 선부윤 형, 이참판 문형 연경) (연경으로 떠나는 부윤 ‘선 형’과 참판 ‘이문형’을 보내며) 寄贈 永安北道 兵使宣 (기증 영안북도 병사 선) (영안북도 병사 선에게 드림) ‘선씨’들 중 가장 높은 품계(직급)인 ‘정2품 상계 정헌대부’에 올랐고, 공신 칭호를 3번 받으며 왕자(王子)와 같은 대우를 받는 ‘유성군’으로 봉군되었고, 별세 후 ‘좌찬성(종1품, 부총리)’을 거쳐 ‘정1품 우의정(국무총리 급)’으로 추증되었다. ‘세조(7대 국왕)’와 ‘성종(9대 국왕)’의 두터운 신임 속에서, 비록 45년간의 짧은 생애였으나 무려 24년간 정3품 이상의 당상관(100명~150명 남짓한 중앙정부의 최고위 관리)에 임명되었다. ‘세조’임금의 증손녀(‘성종’의 조카, ‘덕진군 이 활’의 딸)와 ‘유성군 선 형’의 증손자 ‘선 헌’(막내아들의 큰손자)간에 결혼이 이뤄진 것을 보면, 역대 왕실(王室)과의 관계도 좋았던 것으로 보인다. 경기도 고양시 강매동에 세운 영모재(永慕齋)에서 불천위(不遷位 영원토록 매년 지내는 제사) 제사를 지내고 있으며, 전남 보성군 오충사(五忠祠), 경기도 고양시 오충사(五忠祠), 전남 장흥군 포충사(褒忠祠)에서도 봄-가을로 제사를 지낸다.